# Hang Seng

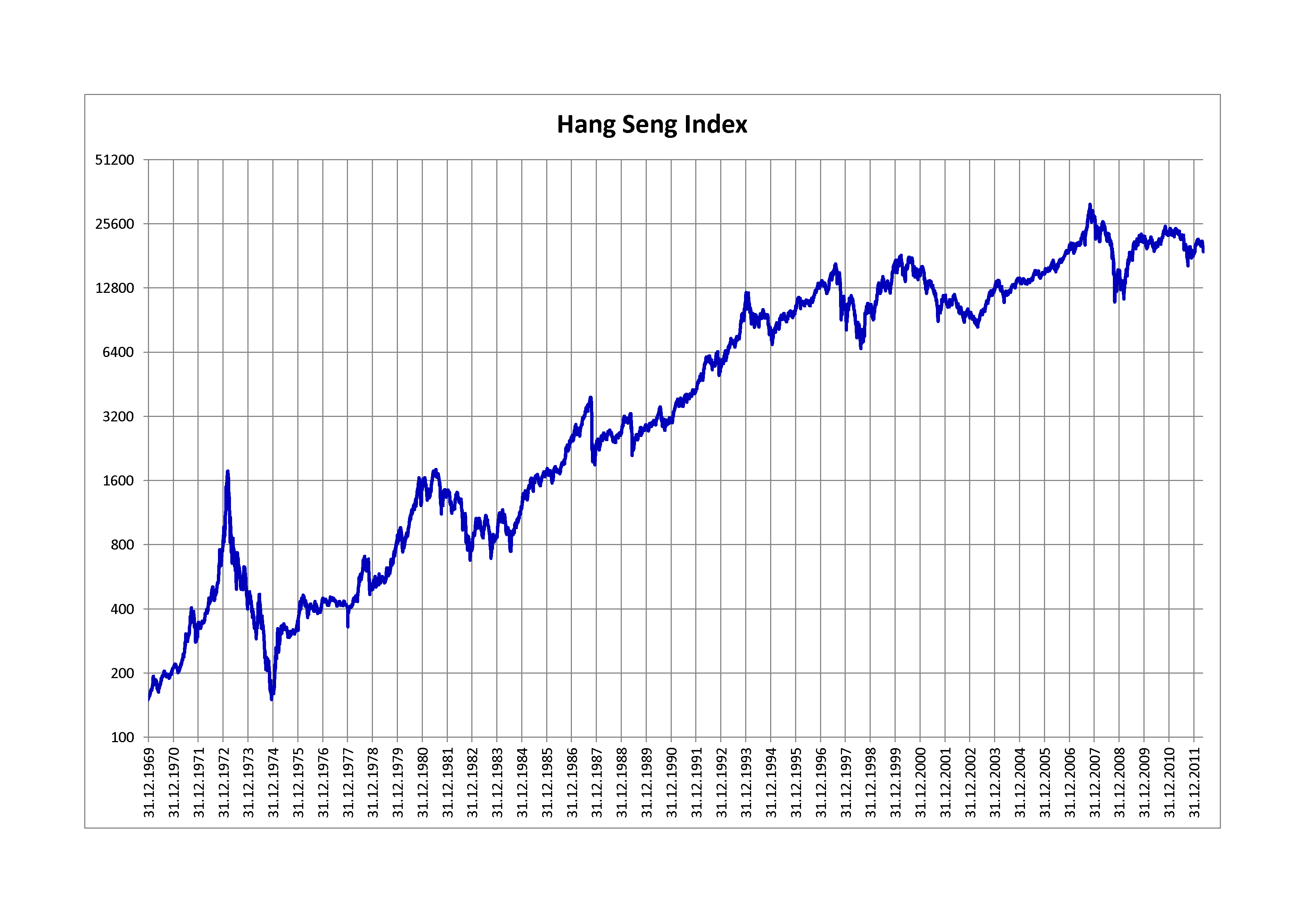
Динаміка індексу

Індекс Hang Seng (Hang Seng Index — HSI; кит.: 恒生 指數) — біржовий індекс Гонконгської фондової біржі, обчислюється як середнє зважене значення найбільших за капіталізацією акцій 82 акціонерних компаній Гонконгу, які складають 58 % від загальної капіталізації фондової біржі Гонконгу.

## Історія
Автором індексу вважають гонконгівського банкіра Стенлі Квана (англ. Stanley Kwan). Розрахунок індексу почався 24 листопада 1969 року компанією HSI Services Limited. Ця компанія нині збирає, публікує й аналізує інформацію по індексу Hang Seng і ряду інших фондових індексів, як-от Hang Seng Composite Index, Hang Seng HK MidCap Index тощо.
Базове значення індексу в 100 пунктів було еквівалентно вартості акцій на момент закриття ринку 31 липня 1964 року. Найнижче значення індексу в 58,61 пункту було досягнуто 31 серпня 1967 року, розраховане заднім числом. Історичний максимум склав 20 971,46 пункту на 24 січня 2007 року. Індекс вперше перевищив 10 000 пунктів 6 грудня 1993 року, 20 000 пунктів — 28 грудня 2006 року.